# Daniel Castellanos Arteaga
Daniel Tomas Castellanos Arteaga (21 de diciembre de 1882 - 1 de enero de 1968) fue un político, diplomático, abogado y escritor uruguayo. Se destacó como una figura prominente en el ámbito diplomático y cultural de Uruguay, ocupando diversos cargos en instituciones nacionales e internacionales.

## Biografía
Daniel Castellanos Arteaga nació en Montevideo, Uruguay, en el seno de una familia de reconocidas figuras culturales. Fue hermano del pintor Carlos Alberto Castellanos y desarrolló una prolífica carrera en la diplomacia, la política y la docencia.
En 1907, obtuvo su título en la Universidad de la República. Más tarde, se integró a varias instituciones prestigiosas, como la Sociedad Nacional Geográfica de España, la Academia Hispanoamericana de Ciencias y Artes de Cádiz y la Unión Cultural Universal de Sevilla.

### Trayectoria profesional
- 1909: Miembro del Comité Uruguayo de Educación Primaria.
- 1911-1915: Secretario del Consejo para la Protección de Delincuentes y Adolescentes.
- 1915-1927: Abogado de las Obras Hidráulicas de Montevideo.
- 1916-1928: Catedrático de Historia en la Universidad de la República.
- 1927-1930: Secretario del presidente Juan Campisteguy.[1]
- 1930-1939: Embajador plenipotenciario en Madrid, con acreditación en Lisboa.
- 1939-1942: Embajador plenipotenciario en Londres.
- 1942: Elegido senador de Uruguay por el sublema "Libertad y Justicia" del Partido Colorado.[2]
- 1945-1947: Ministro de Instrucción Pública y Seguridad Social en el gabinete de Juan José de Amézaga.[3]
- 1948-1952: Ministro de Asuntos Exteriores en dos ocasiones durante el gobierno de Luis Batlle Berres.[4][5][6]

Dentro del Partido Colorado, Castellanos se alineó con el ala blancoacevedista, liderada por Eduardo Blanco Acevedo.

### Reconocimientos y legado
Castellanos fue reconocido por su destacada participación en la diplomacia internacional y su compromiso con la educación y la cultura. Su mobiliario, adornos, documentos, tapicería y objetos de arte fueron subastados tras su fallecimiento en 1968.